# Mysz dekańska
Mysz dekańska (Mus phillipsi) – gatunek gryzoni z rodziny myszowatych, występujący wyłącznie na subkontynencie indyjskim. Gatunek został opisany naukowo w 1912 roku przez R.C. Wroughtona.

## Biologia
Mysz dekańska występuje w środkowych i środkowo-zachodnich Indiach, istnieje także doniesienie o jego obecności w Nepalu. Jest spotykana na wysokości od 500 do 1500 m n.p.m. w tropikalnych i subtropikalnych suchych, ciernistych zaroślach, na terenach trawiastych i skalistych. Prowadzi nocny, naziemny tryb życia.

## Populacja
Jest to gatunek najmniejszej troski, spotykany na dużym obszarze. Lokalnie zagraża mu utrata środowiska, ale gatunek wykazuje pewną tolerancję na zmiany środowiska, a występuje także w kilku obszarach chronionych. Gatunek nie jest chroniony, ustawa o ochronie przyrody z 1972 roku uznaje go za szkodnika. Dla jego ochrony rekomendowany jest monitoring populacji.